# فرضية شينزل
في الرياضيات ، تعد فرضية شينزل واحدة من أشهر المسائل المفتوحة في موضوع نظرية الأعداد. وهي تعميم للعديد من الحدسيات المفتوحة على مثل حدسية الأعداد الأولية التوأم .سميت الفرضية على اسم أندريه شينزل.

## الفرضية
تدعي الفرضية أن لكل مجموعة محدودة {\displaystyle \{f_{1},f_{2},\ldots ,f_{k}\}} من كثيرات الحدود الغير قابلة للاختزال على الأعداد الصحيحة ذات معاملات أولية موجبة ، ينطبق أحد الشروط التالية:
1. هناك عدد لا نهائي من الأعداد الصحيحة الموجبة {\displaystyle n} بحيث أن كل من {\displaystyle f_{1}(n),f_{2}(n),\ldots ,f_{k}(n)} هي أعداد أولية في نفس الوقت ، أو
2. هناك عدد صحيح {\displaystyle m>1} (يسمى القاسم الثابت ) الذي يقسم الجداء {\displaystyle f_{1}(n)f_{2}(n)\cdots f_{k}(n)} دائمًا. (أو بشكل مكافئ: يوجد عدد أولي {\displaystyle p} بحيث لكل {\displaystyle n} هناك {\displaystyle i} بحيث {\displaystyle p} يقسم {\displaystyle f_{i}(n)} ).

يتم استيفاء الشرط الثاني من خلال مجموعات مثل {\displaystyle f_{1}(x)=x+4,f_{2}(x)=x+7} ، حيث {\displaystyle (x+4)(x+7)} يقبل القسمة دائمًا على 2. من السهل أن نرى أن هذا الشرط يمنع الشرط الأول من أن يكون صحيحًا. تدعي فرضية شينزل بشكل أساسي أن الشرط 2 هو الطريقة الوحيدة التي يمكن أن يفشل بها الشرط 1.

### أمثلة
كمثال بسيط {\displaystyle k=1} و
{\displaystyle x^{2}+1}
ليس له قاسم أولي ثابت. لذلك نتوقع وجود عدد لا نهائي من الأعداد الأولية
{\displaystyle n^{2}+1}
هذا لم يثبت ، رغم ذلك. لقد كان أحد حدسيات لانداو ويعود إلى أويلر ، الذي لاحظ في رسالة إلى غولدباخ عام 1752 أن {\displaystyle n^{2}+1} غالبًا ما يكون أولياً لـ {\displaystyle n} حتى 1500.
كمثال آخر ، خذ {\displaystyle k=2} مع {\displaystyle f_{1}(x)=x} و {\displaystyle f_{2}(x)=x+2} . تشير الفرضية بعد ذلك إلى وجود عدد لا نهائي من الأعداد الأولية التوأم ، وهي مسألة مفتوحة .

## الآفاق والتطبيقات
ربما لا يمكن إثبات الفرضية بالطرق الحالية في نظرية الأعداد التحليلية ، ولكنها تستخدم الآن في كثير من الأحيان لإثبات النتائج الشرطية ، على سبيل المثال في هندسة ديوفانتين . هذا الارتباط يرجع إلى جان لويس كوليو تيلين وجان جاك سانسوك.  لمزيد من التفسيرات والمراجع حول هذا الصدد ، انظر الملاحظات  من بيتر سوينيرتون داير . نظرًا لكون الفرضية قوية جدًا بطبيعتها ، فمن الممكن أن تظهر أنها أكثر من اللازم لتوقعها.